# 레디 플레이어 원
《레디 플레이어 원》(영어: Ready Player One)은 어니스트 클라인의 2011년 장편 모험 SF 소설로, 작가의 데뷔 소설이다. 가상현실이 지배하는 2045년의 디스토피아를 배경으로, 80년대 오타쿠 문화에서 실마리를 찾아 두뇌게임을 펼친다는 설정의 이야기이다. 대한민국에는 에이콘출판에서 전정순 번역으로 출간되었다.
스티븐 스필버그 감독의 연출로 영화화되었다. (레디 플레이어 원 (영화) 참조)

## 줄거리
2025년 제임스 핼리데이는 '오아시스'라는 가상현실 게임을 개발한다. 이곳은 모든 것이 가능한 곳이며 원하는 모든 것이 있다. 모두 다 오아시스에서 생활을 하니 핼리데이는 엄청난 돈을 벌게 된다. 제임스 핼리데이는 죽기 전 이스터에그를 만들고 숨겨 놓았다(이스터에그를 찾는 자는 핼리데이의 회사와 엄청난 양의 돈, 그리고 오아시스를 소유하게 된다. 이스터에그를 찾으려면 3개의 키를 찾아야 한다.) 이스터에그를 찾기 위해 주인공과 그의 동료들이 모험하는 이야기

## 등장인물
- 웨이드 오언 와츠 / 파시발(Wade Owen Watts / Parzival)
- 제임스 도너번 핼리데이 / 아노락(James Donovan Halliday / Anorak)
- 에이치(Aech)
- 아르테미스(Artemis)
- 오그던 모로(Ogden Morrow)
- 다이토(Daito)
- 쇼(Shoto)
- 놀런 소렌토(Nolan Sorrento)
- 앨리스 이모(Alice)
- 키라 언더우드

## 같이 보기
- 게임 소설
- 메타버스